# Mosdenia
Mosdenia Stent é um género botânico pertencente à família Poaceae.